# علاقات بلجيكا الخارجية
بلجيكا هي دولة في أوروبا وعضو في مؤسسات دولية كبرى مثل الاتحاد الأوروبي وحلف شمال الأطلسي (الناتو) اللذان يتخذان من بروكسل مقرًا رئيسيًا لهما.
بصفتها دولة فيدرالية، تملك المجتمعات والمناطق اللغوية في بلجيكا علاقاتها الخارجية الخاصة وبإمكانها عقد معاهدات بنفسها.

## الحياد المبدئي
بسبب موقعها على تقاطع الطرق في أوروبا الغربية، كانت بلجيكا تاريخيًا الطريق للجيوش الغازية من جيرانها الأكبر. بحدود غير محصنة افتراضيًا، سعت بلجيكا تقليديًا لتجنب السيطرة من الدول الأقوى التي تحيطها من خلال سياسة الوساطة. أجاز الوفاق الأوروبي تأسيس بلجيكا عام 1831 بشرط أن تبقى الدولة محايدة جدًا.
انتهت سياسة الحياد هذه بعد الاحتلال الألماني خلال الحرب العالمية الأولى. في السنوات التي سبقت الحرب العالمية الثانية، حاولت بلجيكا أن تعود لسياسة الحياد، ولكن مرة أخرى، غزت ألمانيا البلاد. في عام 1948، وقعت بلجيكا معاهدة بروكسل مع المملكة المتحدة وفرنسا وهولندا ولوكسمبورغ وبعد سنة واحدة أصبحت إحدى مؤسسين للحلف الأطلسي.

## التكامل الأوروبي
كان البلجيك مناصرين أقوياء للتكامل الأوروبي، وتُنسق ومعظم أوجه سياساتهم الخارجية والاقتصادية والتجارية من خلال الاتحاد الأوروبي، والذي تقع مقراته الرئيسية (المفوضية الأوروبية ومجلس الاتحاد الأوروبي وجلسات من البرلمان الأوروبي) في بروكسل. مهد الاتحاد الجمركي البلجيكي مع هولندا ولوكسمبورغ بعد الحرب الطريق لتأسيس الجماعة الأوروبية (السابقة للاتحاد الأوروبي)، وكانت بلجيكا فيه من الأعضاء المؤسسين.
وبالمثل، كان إلغاء البنلوكس لضوابط الحدود الداخلية نموذجًا لاتفاقية شنغن الأوسع، والتي دُمجت اليوم في المكتسبات المجتمعية وتهدف إلى سياسات التأشيرة المشتركة وحرية تنقل الأشخاص عبر الحدود المشتركة. في الوقت نفسه، يُعد البلجيكيون، الذين يرون دورهم الضئيل على الساحة الدولية، من دعاة تعزيز التكامل الاقتصادي والسياسي داخل الاتحاد الأوروبي. تسعى بلجيكا بنشاط إلى تحسين العلاقات مع الديمقراطيات الجديدة في وسط وشرق أوروبا من خلال منتديات مثل منظمة الأمن والتعاون في أوروبا، واتفاقيات الشراكة مع الاتحاد الأوروبي، وشراكة الناتو من أجل السلام مع دول حلف وارسو السابقة والعديد من الدول الأخرى.

## منظمة حلف شمال الأطلسي (الناتو)
تظل بلجيكا من أشد المؤيدين لحلف شمال الأطلسي. تتعاون بشكل وثيق مع الولايات المتحدة في إطار التحالف، بالإضافة إلى دعم جهود الدفاع الأوروبية من خلال الاتحاد الأوروبي الغربي. يقع مقر كل من الناتو (منذ عام 1966) والاتحاد الأوروبي في بروكسل؛ يقع SHAPE (المقر الأعلى للقوات المتحالفة في أوروبا) في جنوب البلاد، بالقرب من مونس. منذ يناير 1993، يقع المقر الرئيسي للاتحاد الأوربي الغربي في بروكسل.

### بلجيكا والناتو
كانت بلجيكا إحدى أقوى الداعمين لحلف شمال الأطلسي منذ إنشاء الحلف عام 1949. بعد أن عانت من غزوين في حربين عالميتين، كانت بلجيكا على دراية باحتياجاتها الأمنية ومحدودية وسائلها للدفاع عن النفس. نتيجة لذلك، بدأ قادة تلك الأمة بالدعوة إلى تشكيل تحالف دفاعي بعد وقت قصير من تحرير بلجيكا في نهاية الحرب العالمية الثانية. في مارس 1948، انضمت بلجيكا إلى فرنسا ولوكسمبورغ وهولندا وبريطانيا في اتفاقية لإنشاء نظام دفاع مشترك. كانت هذه الاتفاقية، التي عُرِفت بمعاهدة بروكسل، اعترافًا بأن الاستجابات الوطنية الفردية لخطر العدوان كانت غير كافية وأن جهدًا دفاعيًا موحدًا كان ضروريًا للأمن المشترك.
في عام 1948، بعد أن أعربت العديد من الدول الأوروبية عن قلقها من أن معاهدة بروكسل كانت محدودة جدًا من حيث النطاق والفعالية، دعا رئيس وزراء كندا إلى نظام دفاع مشترك يضم أوروبا الغربية وأمريكا الشمالية. في 4 أبريل 1949، انضم وزير خارجية بلجيكا إلى ممثلين عن بريطانيا وكندا والدنمارك وفرنسا وأيسلندا وإيطاليا ولوكسمبورغ وهولندا والنرويج والبرتغال والولايات المتحدة في توقيع معاهدة تشكيل الناتو. أصبحت اليونان وتركيا عضوين عام 1952، وانضمت ألمانيا الغربية إلى الحلف عام 1955، وأصبحت إسبانيا عضوًا عام 1982. أنشأت المعاهدة حلف الناتو باعتباره تحالفًا سياسيًا متعدد الأطراف يُلزم أعضائه بالتزامات الدفاع المتبادل والتعاون الاقتصادي.
خلال الحرب الباردة، تضمنت الأدوار الرئيسية لبلجيكا في الناتو ما يلي: 1- المشاركة في الدفاع عن منطقة وسط أوروبا عن طريق الدفاع الجوي-البري لمنطقة فيلق الجيش في جمهورية ألمانيا الاتحادية؛ 2- الدفاع العسكري عن أراضيها الوطنية ومداخلها البحرية المباشرة، وتنظيم ودفاع ودعم خطوط اتصالات الحلفاء؛ 3- الحفاظ على قوة عمل بلجيكية متنقلة بمكون بري مؤلف من كتيبة شبه كوماندوس وقيادة نقل جوي.
أثرت بلجيكا على سياسة التحالف بعدة طرق. شغل أحد أبرز رجال الدولة الدوليين في البلاد، بول هنري سباك، منصب الأمين العام لحلف الناتو من عام 1957 إلى عام 1961. وعندما انسحبت فرنسا من العمليات العسكرية لحلف شمال الأطلسي عام 1966، نُقل المقر الأعلى للقوات المتحالفة في أوروبا إلى مونس، في منطقة ريفية جنوب غرب بروكسل. بعد ستة أشهر، نُقل المقر السياسي للمنظمة إلى بروكسل.
في عام 1967، تبنى مجلس شمال الأطلسي رسميًا اقتراحًا صاغه وزير الخارجية البلجيكي بيير هارمل، والذي غير طبيعة سياسة الناتو. دعت خطة هارمل إلى تحويل الناتو جزئيًا من نظام دفاعي بالكامل إلى نظام مصمم لتشجيع الانفراج بين الشرق والغرب وزيادة المشاورات السياسية بين أعضاء الحلف. لكن بحلول أواخر السبعينيات، تدهورت السياسة المتفائلة للتقارب بين الشرق والغرب. لم تحقق مفاوضات الحد من التسلح نتائجًا، وأصبحت دول الناتو قلقة بشكل متزايد بشأن التعزيزات العسكرية السوفيتية.
في ديسمبر 1979، قرر أعضاء الناتو تحديث الترسانة النووية للولايات المتحدة التي تتخذ من أوروبا مقرًا لها من خلال نشر 572 نظام صاروخي أرضي جديد في أوروبا الغربية قادرة على الوصول إلى الاتحاد السوفيتي. تألف النشر من 108 صواريخ بيرشينغ 2 الباليستية و464 صاروخ كروز من طراز BGM-109G الأرضي، جميعها مسلحة برأس حربي نووي واحد. كان من المقرر نشر الصواريخ في خمس دول؛ بيرشينغ 2 وبعض صواريخ كروز في ألمانيا الغربية وصواريخ كروز فقط في بريطانيا وإيطاليا وهولندا وبلجيكا. وافق حلفاء الناتو أيضًا على محاولة إجراء مفاوضات مع الاتحاد السوفيتي من أجل الحد من انتشار الأسلحة النووية في أوروبا. كان قرار الناتو نهجًا متكاملًا، أو ثنائي المسار، يتضمن كلًا من التحديث ومفاوضات الحد من التسلح.
خلال المشاورات التي سبقت قرار الناتو، وُصفت الحكومة الائتلافية البلجيكية بأنها داعمة لنشر الصواريخ المقترح. وتوقع وزراء الناتو أن تصادق الحكومة على الاقتراح وتقبل نشر الصواريخ على الأراضي البلجيكية. تسببت المعارضة المحلية، خاصة من الحزب الاشتراكي الناطق بالهولندية، في وضع الحكومة شروطًا من أجل دعمها لسياسة الانتشار. أيدت بلجيكا قرار تحديث القدرة النووية لحلف شمال الأطلسي لكنها تراجعت بشأن قابليته للتطبيق على الأراضي البلجيكية. لم تكن الحكومة قادرة على التركيز بشكل كامل على موضوع الانتشار عام 1979 بسبب انشغالها بالقضايا اللغوية والاقتصادية.